# Malinaltepec
Malinaltepec är en ort i Mexiko.   Den ligger i kommunen Malinaltepec och delstaten Guerrero, i den sydöstra delen av landet, 250 km söder om huvudstaden Mexico City. Malinaltepec ligger 1 522 meter över havet och antalet invånare är 26 613.
Terrängen runt Malinaltepec är huvudsakligen lite bergig. Malinaltepec ligger nere i en dal. Runt Malinaltepec är det ganska glesbefolkat, med 23 invånare per kvadratkilometer. Malinaltepec är det största samhället i trakten. I omgivningarna runt Malinaltepec växer i huvudsak städsegrön lövskog.